# トリコサン
トリコサン (tricosane) は炭化水素の1種で、炭素が23連なった直鎖アルカン。分子式は C23H48。分子量は324.6272。融点は48 ℃ ～ 50 ℃。沸点は380 ℃。構造異性体の種類は5731580。

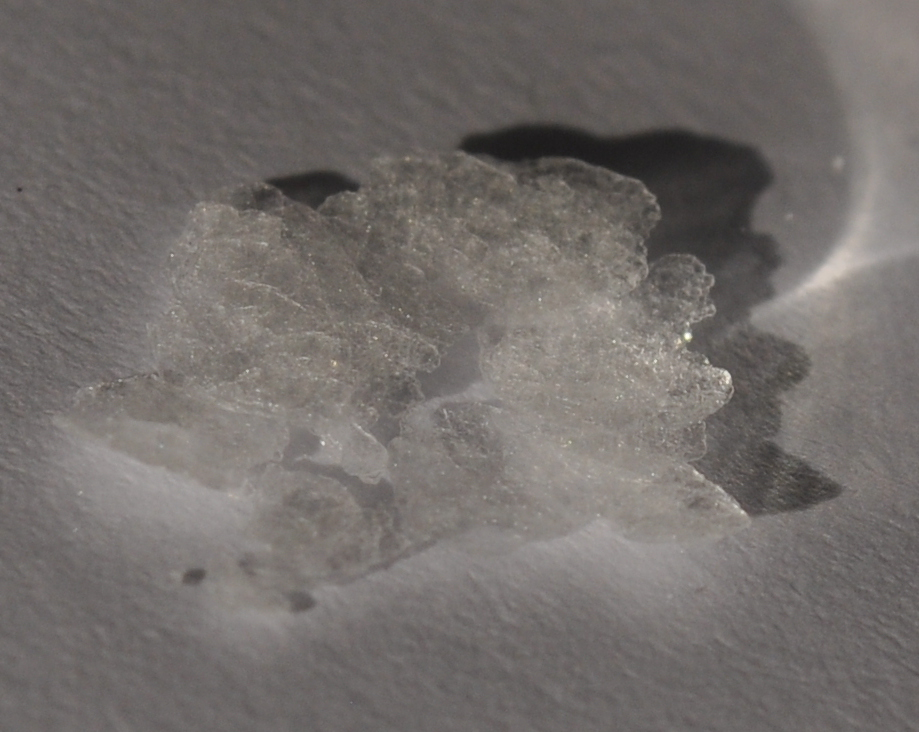
純粋なトリコサン。